# Liste der größten Unternehmen in Deutschland 1907
Die Liste der 100 größten Arbeitgeber in Deutschland im Jahr 1907. In der Liste sind neben privaten auch öffentliche Unternehmen enthalten.   
| Rang | Name                                           | Mitarbeiter | SIC Code |
| ---- | ---------------------------------------------- | ----------- | -------- |
| 1    | Preußisch-Hessische Staatseisenbahn            | 486.318     | 22       |
| 2    | Deutsche Reichspost                            | 314.300     | 22       |
| 3    | Preußische Bergwerksverwaltung                 | 94.210      | 2        |
| 4    | Friedrich Krupp                                | 64.354      | 6        |
| 5    | Bayerische Staatseisenbahn                     | 55.295      | 22       |
| 6    | Sächsische Staatsbahnen                        | 40.000      | 22       |
| 7    | Siemens                                        | 34.324      | 9        |
| 8    | Reichseisenbahn Elsaß-Lothringen               | 32.545      | 22       |
| 9    | Phönix A.G. für Bergbau u. Hüttenbetrieb       | 32.000      | 6        |
| 10   | Gelsenkirchener Bergwerks-A.G. Rhein-Elbe      | 31.261      | 6        |
| 11   | Allgemeine Elektrizitäts-Gesellschaft (AEG)    | 30.667      | 9        |
| 12   | Harpener Bergbau                               | 26.317      | 2        |
| 13   | Badische Staatsbahn                            | 25.709      | 22       |
| 14   | Norddeutscher Lloyd                            | 25.000      | 22       |
| 15   | Vereinigte Königs- und Laurahütte              | 24.885      | 6        |
| 16   | Gutehoffnungshütte                             | 21.657      | 6        |
| 17   | Mansfeld’sche Kupferschiefer bauende Gew.      | 21.283      | 2        |
| 18   | Württembergische Staatsbahn                    | 20.324      | 22       |
| 19   | Bergwerksgesellschaft Hibernia                 | 19.109      | 2        |
| 20   | Gewerkschaft Deutscher Kaiser (August Thyssen) | 18.931      | 6        |
| 21   | Hamburg-Amerika Linie (Hapag)                  | 17.000      | 22       |
| 22   | Gebrüder Stumm GmbH                            | 17.000      | 6        |
| 23   | Bergwerksgesellschaft von Giesches Erben       | 13.291      | 6        |
| 24   | de Wendel’sche Berg- u. Hüttenwerke            | 12.500      | 2        |
| 25   | Hohenlohen-Werke Hohenlohenhütte               | 12.367      | 6        |
| 26   | Kattowitzer A.G. für Bergbau u. Hüttenbetrieb  | 12.218      | 6        |
| 27   | Bochumer Verein                                | 12.173      | 6        |
| 28   | Felten & Guilleaume-Lahmeyer                   | 11.848      | 9        |
| 29   | Union für Bergbau Eisen- u. Stahlindustrie     | 11.605      | 6        |
| 30   | Oberschlesische Eisenbahnbedarfs-A.G           | 11.500      | 6        |
| 31   | Deutsch-Luxemburgische Bergwerks- u. Hütten    | 11.038      | 6        |
| 32   | Ludwig Loewe & Co.                             | 11.000      | 7        |
| 33   | Vereinigte Maschinenfabrik Augsburg-Nürnberg   | 10.908      | 7        |
| 34   | Große Berliner Straßenbahn                     | 10.391      | 22       |
| 35   | Borsig                                         | 10.000      | 11       |
| 36   | Elsässische Maschinenbau-Gesellschaft          | 10.000      | 7        |
| 37   | Schlesische A.G. für Bergbau- u. Zinkhütten    | 10.000      | 6        |
| 38   | Ferdinand Schichau GmbH                        | 10.000      | 10       |
| 39   | Eschweiler Bergwerks Verein                    | 9.648       | 2        |
| 40   | Oberschlesische Eisen-Industrie                | 9.500       | 6        |
| 41   | Rheinische Stahlwerke                          | 9.435       | 6        |
| 42   | Gewerkschaft Rheinpreußen                      | 9.277       | 2        |
| 43   | Eisen- u. Stahlwerk Hoesch                     | 9.183       | 6        |
| 44   | Gräflich Henckel v. Donnersmarck’sche Verw.    | 9.122       | 6        |
| 45   | Badische Anilin & Soda-Fabriken (BASF)         | 8.877       | 5        |
| 46   | Fürstlich Pless’sche Kohlenbergwerke           | 8.560       | 2        |
| 47   | Dyckerhoff & Widmann                           | 8.400       | 20       |
| 48   | Donnersmarckhütte                              | 8.000       | 6        |
| 49   | Henschel                                       | 8.000       | 11       |
| 50   | Norddeutsche Wollkämmerei                      | 8.000       | 13       |
| 51   | Röchling’sche Eisen- u. Stahlwerke GmbH        | 8.000       | 6        |
| 52   | Villeroy & Boch KG                             | 8.000       | 16       |
| 53   | Farbenfabriken Bayer, Elberfeld                | 7.811       | 5        |
| 54   | Mathias Stinnes, Essen                         | 7.700       | 2        |
| 55   | Hamburger Vulkan AG                            | 7.600       | 10       |
| 56   | Bismarckhütte                                  | 7.505       | 6        |
| 57   | Georgs-Marien-Bergwerks- und Hüttenverein      | 7.296       | 6        |
| 58   | Rombacher Hüttenwerke                          | 7.120       | 6        |
| 59   | Schalker Gruben- u. Hütten-Verein              | 7.091       | 6        |
| 60   | Stettiner Maschinenbau «Vulcan»                | 6.748       | 10       |
| 61   | Gewerkschaft Ewald                             | 6.500       | 2        |
| 62   | Kaiserliche Werft Kiel                         | 6.500       | 10       |
| 63   | Thyssen & Co., Mülheim (Ruhr)                  | 6.489       | 7        |
| 64   | Arenberg’sche A.G. f. Bergbau u. Hüttenbetrieb | 6.297       | 6        |
| 65   | Consolidation, Bergwerks-A.G.                  | 6.000       | 2        |
| 66   | Farbwerke Hoechst                              | 6.000       | 5        |
| 67   | Gewerkschaft Zollverein                        | 5.985       | 2        |
| 68   | Gerresheimer Glashüttenwerk                    | 5.800       | 16       |
| 69   | Concordia Bergbau                              | 5.741       | 2        |
| 70   | Gewerkschaft ver. Constantin der Große         | 5.583       | 2        |
| 71   | Engelhardt & Biermann                          | 5.523       | 3        |
| 72   | Ilseder Hütte (nebst Peiner Walzwerk)          | 5.400       | 6        |
| 73   | Deutsch-Österr. Mannesmannröhrenwerke          | 5.200       | 6        |
| 74   | Continental-Caoutchouc-Compagnie               | 5.185       | 19       |
| 75   | Gewerkschaft König Ludwig                      | 5.157       | 2        |
| 76   | Graf von Ballestrem’sche Güterverwaltung       | 5.000       | 2        |
| 77   | Gräflich Schaffgotsch’sche Werke GmbH          | 5.000       | 2        |
| 78   | Mülheimer Bergwerks-Verein                     | 4.933       | 2        |
| 79   | Ilse Bergbau AG                                | 4.920       | 2        |
| 80   | Julius Pintsch AG                              | 4.918       | 7        |
| 81   | Essener Steinkohlenbergwerke                   | 4.840       | 2        |
| 82   | Eisenhüttenwerk Thale                          | 4.795       | 6        |
| 83   | Lothringer Hütten-Verein Aumetz-Friede         | 4.700       | 6        |
| 84   | Blohm + Voss                                   | 4.630       | 10       |
| 85   | Breslauer A.G. für Eisenbahn-Wagenbau          | 4.600       | 11       |
| 86   | Gew. Des Steinkohlenbergwerks Neumühl          | 4.600       | 2        |
| 87   | Strassen-Eisenbahn-Gesellschaft in Hamburg     | 4.500       | 22       |
| 88   | Württembergische Metallwaren-Fabrik            | 4.500       | 12       |
| 89   | Deutsche Bank                                  | 4.439       | 24       |
| 90   | Buderus’sche Eisenwerke                        | 4.400       | 6        |
| 91   | Vereinigte Gummiwaaren-Fabrik, Harburg         | 4.320       | 19       |
| 92   | Oberschles. Kokswerke & Chemische Fabriken     | 4.259       | 2;5      |
| 93   | Gewerkschaft Graf Bismarck                     | 4.234       | 2        |
| 94   | Grün & Bilfinger                               | 4.200       | 20       |
| 95   | Riebeck’sche Montan-Werke, Halle               | 4.104       | 5        |
| 96   | Gewerkschaft Friedrich der Große               | 4.076       | 2        |
| 97   | A.G. «Weser» in Bremen                         | 4.059       | 10       |
| 98   | A.G. für Bergbau-, Blei- u. Zinkfabrikation    | 4.025       | 6        |
| 99   | Rheinische Metallwaren- u. Maschinenfabrik     | 4.000       | 12       |
| 100  | Chemische Fabrik Griesheim-Elektron            | 4.000       | 5        |

Die Unternehmen wurden nach dem britischen Standard Industrial Classification von 1968 klassifiziert. Folgende Hauptkategorien finden Verwendung:
1 Land- und Forstwirtschaft, Fischerei • 2 Bergbau und Gewinnung von Steinen und Erden • 3 Nahrungs- und Genussmittel • 4 Kohle und Erdölprodukte • 5 Chemie und verwandte Berufe • 6 Metallherstellung • 7 Maschinenbau • 8 Gerätetechnik • 9 Elektrotechnik • 10 Schiffbau und Schiffsmaschinenbau • 11 Fahrzeuge • 12 Anderes Metall (Metallwaren nicht genannt) • 13 Textilien • 14 Lederwaren • 15 Bekleidung und Schuhe • 16 Ziegel, Tonwaren, Glas und Zement • 17 Holz, Mobiliar • 18 Papier, Druck und Verlagswesen • 19 Andere Herstellung • 20 Konstruktion • 21 Gas, Elektrizität und Wasser • 22 Transport und Kommunikation • 23 Handel • 24 Versicherung, Banken, Finanzen und Business Services • 25 Professionelle und wissenschaftliche Dienstleistungen • 26 Verschiedene Dienstleistungen • 27 Öffentliche Verwaltung und Verteidigung